# Libéma Open 2018 - Qualificazioni singolare femminile
Le qualificazioni del singolare del Libéma Open 2018 sono state un torneo di tennis preliminare per accedere alla fase finale della manifestazione. Le vincitrici dell'ultimo turno sono entrate di diritto nel tabellone principale. In caso di ritiro di una o più giocatrici aventi diritto a queste sono subentrate le lucky loser, ossia le giocatrici che hanno perso nell'ultimo turno ma che avevano una classifica più alta rispetto alle altre partecipanti che avevano comunque perso nel turno finale.

## Teste di serie
1. Anna Blinkova (qualificata)
2. Antonia Lottner (qualificata)
3. Tereza Martincová (ultimo turno, lucky loser)
4. Fanny Stollár (qualificata)
5. Veronika Kudermetova (qualificata)
6. Valentini Grammatikopoulou (qualificata)

1. Barbara Haas (primo turno)
2. Lesley Kerkhove (ultimo turno)
3. Renata Zarazúa (ultimo turno)
4. Victoria Duval (ultimo turno)
5. Ellen Perez (primo turno)
6. Marina Melnikova (qualificata)

## Qualificate
1. Anna Blinkova
2. Antonia Lottner
3. Marina Melnikova

1. Fanny Stollár
2. Veronika Kudermetova
3. Valentini Grammatikopoulou

### Lucky Loser
1. Tereza Martincová

## Tabellone

### Legenda
| - Q = Qualificato - WC = Wild card - LL = Lucky loser | - ALT = Alternate - SE = Special Exempt - PR = Protected Ranking | - w/o = Walkover - r = Ritirato - d = Squalificato |

### Sezione 1
|  | Primo turno | Primo turno         | Primo turno         | Primo turno | Primo turno |  |  | Ultimo turno | Ultimo turno   | Ultimo turno   | Ultimo turno | Ultimo turno |  |
|  |             |                     |                     |             |             |  |  |              |                |                |              |              |  |
|  | 1           | Anna Blinkova       | Anna Blinkova       | 6           | 6           |  |  |              |                |                |              |              |  |
|  |             | Amra Sadiković      | Amra Sadiković      | 3           | 4           |  |  | 1            | Anna Blinkova  | Anna Blinkova  | 6            | 6            |  |
|  |             | Oksana Kalashnikova | Oksana Kalashnikova | 4           | 1           |  |  | 10           | Victoria Duval | Victoria Duval | 1            | 4            |  |
|  | 10          | Victoria Duval      | Victoria Duval      | 6           | 6           |  |  |              |                |                |              |              |  |

### Sezione 2
|  | Primo turno | Primo turno       | Primo turno    | Primo turno | Primo turno |  |  | Ultimo turno | Ultimo turno    | Ultimo turno    | Ultimo turno | Ultimo turno |  |
|  |             |                   |                |             |             |  |  |              |                 |                 |              |              |  |
|  | 2           | Antonia Lottner   | 2              | 7           | 7           |  |  |              |                 |                 |              |              |  |
|  | WC          | Urszula Radwańska | 6              | 5           | 5           |  |  | 2            | Antonia Lottner | Antonia Lottner | 6            | 6            |  |
|  | WC          | Kelly Versteeg    | Kelly Versteeg | 3           | 0           |  |  | 9            | Renata Zarazúa  | Renata Zarazúa  | 3            | 3            |  |
|  | 9           | Renata Zarazúa    | Renata Zarazúa | 6           | 6           |  |  |              |                 |                 |              |              |  |

### Sezione 3
|  | Primo turno | Primo turno       | Primo turno       | Primo turno | Primo turno |  |  | Ultimo turno | Ultimo turno      | Ultimo turno      | Ultimo turno | Ultimo turno |  |
|  |             |                   |                   |             |             |  |  |              |                   |                   |              |              |  |
|  | 3           | Tereza Martincová | Tereza Martincová | 7           | 6           |  |  |              |                   |                   |              |              |  |
|  |             | Cornelia Lister   | Cornelia Lister   | 62          | 4           |  |  | 3            | Tereza Martincová | Tereza Martincová | 62           | 2            |  |
|  |             | Lidzija Marozava  | 3                 | 6           | 65          |  |  | 12           | Marina Melnikova  | Marina Melnikova  | 7            | 6            |  |
|  | 12          | Marina Melnikova  | 6                 | 2           | 7           |  |  |              |                   |                   |              |              |  |

### Sezione 4
|  | Primo turno | Primo turno          | Primo turno          | Primo turno | Primo turno |  |  | Ultimo turno | Ultimo turno    | Ultimo turno    | Ultimo turno | Ultimo turno |  |
|  |             |                      |                      |             |             |  |  |              |                 |                 |              |              |  |
|  | 4           | Fanny Stollár        | Fanny Stollár        | 6           | 6           |  |  |              |                 |                 |              |              |  |
|  | WC          | Demi Schuurs         | Demi Schuurs         | 3           | 3           |  |  | 4            | Fanny Stollár   | Fanny Stollár   | 6            | 6            |  |
|  | WC          | Rosalie van der Hoek | Rosalie van der Hoek | 3           | 2           |  |  | 8            | Lesley Kerkhove | Lesley Kerkhove | 3            | 2            |  |
|  | 8           | Lesley Kerkhove      | Lesley Kerkhove      | 6           | 6           |  |  |              |                 |                 |              |              |  |

### Sezione 5
|  | Primo turno | Primo turno          | Primo turno          | Primo turno | Primo turno |  |  | Ultimo turno | Ultimo turno         | Ultimo turno         | Ultimo turno | Ultimo turno |  |
|  |             |                      |                      |             |             |  |  |              |                      |                      |              |              |  |
|  | 5           | Veronika Kudermetova | Veronika Kudermetova | 6           | 7           |  |  |              |                      |                      |              |              |  |
|  |             | Darija Jurak         | Darija Jurak         | 2           | 5           |  |  | 5            | Veronika Kudermetova | Veronika Kudermetova | 6            | 6            |  |
|  |             | Sviatlana Pirazhenka | Sviatlana Pirazhenka | 7           | 6           |  |  |              | Sviatlana Pirazhenka | Sviatlana Pirazhenka | 2            | 3            |  |
|  | 11          | Ellen Perez          | Ellen Perez          | 64          | 4           |  |  |              |                      |                      |              |              |  |

### Sezione 6
|  | Primo turno | Primo turno                | Primo turno                | Primo turno | Primo turno |  |  | Ultimo turno | Ultimo turno               | Ultimo turno               | Ultimo turno | Ultimo turno |  |
|  |             |                            |                            |             |             |  |  |              |                            |                            |              |              |  |
|  | 6           | Valentini Grammatikopoulou | Valentini Grammatikopoulou | 6           | 6           |  |  |              |                            |                            |              |              |  |
|  | WC          | Dewi Dijkman               | Dewi Dijkman               | 3           | 1           |  |  | 6            | Valentini Grammatikopoulou | Valentini Grammatikopoulou | 6            | 6            |  |
|  |             | Katarzyna Piter            | Katarzyna Piter            | 6           | 6           |  |  |              | Katarzyna Piter            | Katarzyna Piter            | 4            | 4            |  |
|  | 7           | Barbara Haas               | Barbara Haas               | 3           | 4           |  |  |              |                            |                            |              |              |  |